# Cobítids
Els cobítids (Cobitidae) són una família de peixos teleostis de l'ordre dels cipriniformes i agrupa peixos de fons, d'aigua dolça i de cos allargat.

## Alimentació
Són omnívors: mengen crustacis, insectes i d'altres invertebrats, i detritus.

## Hàbitat
Viuen en els ambients de llacunes i palustres i, fins i tot, en els arrossars de les zones humides, malgrat que en localitats altres que les maresmes poden viure perfectament en els rius i aigües corrents.

## Distribució geogràfica
Hom els troba a Euràsia i el Marroc. La raboseta o llopet ibèric (Cobitis calderoni) i el llopet de riu (Cobitis paludica) en són els únics representants als Països Catalans.

## Espècies populars en aquariofília
- Misgurnus anguillicaudatus
- Acantopsis choirorhynchos
- Pangio kuhlii[1]

## Gèneres
- Subfamília Botiinae
  - Botia (Gray, 1831)[4]
  - Chromobotia (Kottelat, 2004)[5]
    - Chromobotia macracanthus (Bleeker, 1852)[6]

  - Leptobotia (Bleeker, 1870)[7]
  - Parabotia (Dabry de Thiersant, 1872)[8]
  - Sinibotia (Fang, 1936)[9]
  - Syncrossus (Blyth, 1860)[10]
  - Yasuhikotakia (Nalbant, 2002)[11]
- Subfamília Cobitinae
  - Acanthopsoides (Fowler, 1934)[12]
  - Acantopsis (van Hasselt, 1823)[13]
  - Bibarba (Chen & Chen, 2007)[14]
    - Bibarba bibarba (Chen & Chen, 2007)[14]

  - Cobitis (Linnaeus, 1758)[15]
  - Enobarbichthys (Whitley, 1931)[16]
    - Enobarbichthys maculatus (Day, 1868)

  - Iksookimia (Nalbant, 1993)[17]
  - Koreocobitis (Kim, Park & Nalbant, 1997)[18]
  - Kottelatlimia (Nalbant, 1994)[19]
  - Lepidocephalichthys (Bleeker, 1863)[20]
  - Lepidocephalus (Bleeker, 1859)[21]
  - Microcobitis (Bohlen & Harant, 2011)[22]
    - Microcobitis misgurnoides (Rendahl, 1944)[23]

  - Misgurnus (Lacépède, 1803)[24]
  - Neoeucirrhichthys (Banarescu & Nalbant, 1968)[25]
    - Neoeucirrhichthys maydelli (Banarescu & Nalbant, 1968)[26]

  - Niwaella (Nalbant, 1963)[27]
  - Pangio (Blyth, 1860)[28]
  - Paralepidocephalus (Tchang, 1935)[29]
    - Paralepidocephalus yui (Tchang, 1935)[30]

  - Paramisgurnus (Guichenot, 1872)[31]
    - Paramisgurnus dabryanus (Sauvage, 1878)[32]

  - Protocobitis (Yang & Chen, 1993)[33]
  - Sabanejewia (Vladykov, 1929)[34]
  - Serpenticobitis (Roberts, 1997)[35]
  - Somileptus (Swainson, 1839)[36]
    - Somileptus gongota (Hamilton, 1822)[37][38][39][40][41][42][43][44]